# كارلوس كاستريو
كارلوس كاستريو (بالإسبانية: Carlos Castrillo)‏ (16 مايو 1985 بغواتيمالا في غواتيمالا - ) هو لاعب كرة قدم غواتيمالي في مركز الدفاع. شارك مع منتخب غواتيمالا لكرة القدم. أما مع النوادي، فقد لعب مع نادي كوميونيكيشنس ونادي جالابا ‏.

## وصلات خارجية
- كارلوس كاستريو على موقع الاتحاد الدولي (مؤرشف)  (الإنجليزية)
- كارلوس كاستريو على موقع قاعدة بيانات كرة القدم.إي يو (الإنجليزية)
- كارلوس كاستريو على موقع ناشيونال فوتبول تيمز (الإنجليزية)